# آلبرت فلچر (بازیکن فوتبال، زاده ۱۸۹۸)
آلبرت فلچر (انگلیسی: Albert Fletcher؛ زادهٔ ۱۸۹۸) بازیکن فوتبال اهل بریتانیا است.
از باشگاه‌هایی که در آن بازی کرده‌است می‌توان به باشگاه فوتبال وستهام یونایتد، باشگاه فوتبال برنتفورد و باشگاه فوتبال نوریچ سیتی اشاره کرد.